# Heinrich Schmid
Heinrich Schmid (7. července 1855 Waidhofen an der Ybbs – 24. května 1928 Vídeň) byl rakouský pedagog a politik německé národnosti z Dolních Rakous, na počátku 20. století poslanec Říšské rady.

## Biografie
Působil jako profesor na Státní živnostenské škole ve Vídni.
Měl titul dvorního rady. Profesí byl technikem. Okolo roku 1875 dokončil studia na Vysoké škole technické ve Vídni. Od roku 1876 do roku 1885 působil coby profesor na rakouské stavební škole. Do roku 1889 byl suplentem na Státní živnostenské škole ve Vídni a pak v letech 1889–1912 zde působil jako profesor. Angažoval se i veřejně a politicky. V letech 1900–1923 zasedal ve vídeňské obecní radě za IV. okres, přičemž v letech 1912–1920 byl i městským radním. V obecní radě se angažoval hlavně v referátu pro elektrifikaci. Byl rovněž členem komise pro regulaci Dunaje.
Působil i jako poslanec Říšské rady (celostátního parlamentu Předlitavska), kam usedl ve volbách do Říšské rady roku 1907, konaných poprvé podle všeobecného a rovného volebního práva. Byl zvolen za obvod Dolní Rakousy 09. Po volbách roku 1907 byl uváděn coby člen klubu Křesťansko-sociální sjednocení. V rejstříku poslanců je veden jako vládní rada a profesor.
V letech 1904–1921 byl korespondentem Ústřední komise pro péči o památky pro Dolní Rakousy. V roce 1912 získal Řád železné koruny III. třídy. Patřil mezi odborníky na stavební materiály a publikoval několik knih a řadu článků na toto téma. Jeho manželkou byla Maira Dinold. Měli dva syny, přičemž syn Heinrich Schmid (1885–1949) byl architektem.
Zemřel v květnu 1928.
Jeho bratrem byl podnikatel a politik Alfred Schmid.